# Nitrianske Pravno
Nitrianske Pravno es un municipio del distrito de Prievidza en la región de Trenčín, Eslovaquia, con una población estimada a final del año 2024 de 3077 habitantes.
Se encuentra ubicado al este de la región, cerca del río Nitra (cuenca hidrográfica del Danubio) y de la frontera con las regiones de Banská Bystrica y Žilina.

## Demografía
| Año        | 1994 | 2004    | 2014    | 2024    |
| ---------- | ---- | ------- | ------- | ------- |
| Población  | 3016 | 3175    | 3203    | 3077    |
| Diferencia |      | +5,27 % | +0,88 % | −3,93 % |

| Año        | 2023 | 2024    |
| ---------- | ---- | ------- |
| Población  | 3111 | 3077    |
| Diferencia |      | −1,09 % |